# Mountain Village (Colorado)
Pour les articles homonymes, voir Mountain Village.
Mountain Village est une ville américaine située dans le comté de San Miguel dans le Colorado.

## Démographie
Selon le recensement de 2010, Mountain Village compte 1 320 habitants. La municipalité s'étend sur 3,38 milles carrés (8,75 km2).
| 2000 | 2010  | - | - | - | - |
| ---- | ----- | - | - | - | - |
| 978  | 1 320 | - | - | - | - |